# Eremophila barbata
Eremophila barbata är en flenörtsväxtart som beskrevs av R.J. Chinnock. Eremophila barbata ingår i släktet Eremophila och familjen flenörtsväxter. Inga underarter finns listade i Catalogue of Life.